# 至尊無上II之永霸天下
《至尊無上II之永霸天下》是1991年上映的一部香港电影，由杜琪峰執导，刘德华、王傑、吴倩莲和陈法蓉主演。

## 剧情
传说赌神退隐之前，送出两块玉牌给予对他有恩的人，凡是手上有玉牌的人就可邀得赌神的相助赢得赌局。后来一块回到他手上，其中一块则在某个人手上。
阿杰、雞翼、詹永飛以前都是范叔的徒弟。一次范叔带着他们在日本大阪跟山本太郎赌博时，詹永飛为了钱财杀了山本太郎，出卖了范叔，最终造成范叔双腿残疾，阿杰被诬陷入狱（以谋害山本太郎的罪名）的结果。阿杰入狱后，虽然范叔和雞翼被詹逼的只能在小船上以开赌过日子，但是詹永飛并不就此罢休。因为詹为了参加亚洲赌局想获得玉牌，而他认为范叔知道玉牌的下落。
范叔为了让雞翼脱离危险和让雞翼与阿杰二人以后帮他报仇，选择了跳海自杀。后来阿杰出狱，打算过正常的生活，可是摆脱不了詹对他的纠缠。为了救回女儿和摆脱詹对他的纠缠，他切断了自己的那只快手。雞翼等人从范叔临终前发出的信息中找到了那块玉牌，因此被詹追杀，导致小妹遇害。阿杰后来把这块可能带来大祸的玉牌扔进了海水里。
亚洲赌局开始，阿杰和雞翼为报范叔和小妹的仇而参赛，但阿杰跟老楊事先有協議：阿杰自己不能贏賭局。阿杰、雞翼、上届赢家詹永飛和另一人共四人在决赛中相遇。阿杰按照老楊的意思输光了钱（因为老楊在自己开的押注场上是押詹赢1赔20，詹输则1赔10），但把錢輸了給雞翼而非詹永飛。最后一局，雞翼因為獲得了阿杰的全部賭本，賭本比詹多，詹不能棄牌而被迫把賭本全部押上。最後，雞翼以梅花A、梅花3、梅花4、梅花5和一张暗牌方块2（顺子牌）对决詹的梅花J、方块J、方块Q、红桃Q和一张暗牌梅花Q（组成葫蘆牌，大过雞翼的顺子）。雞翼以一张假的玉牌和自己的性命等为赌注全部押上以赌詹的性命，詹未跟雞翼的注认了输，雞翼因此赢得4千万美金并成为新的亚洲赌王。
赛前，阿杰在老楊的押注场上以詹的名義押了500万美金詹自己输。老楊赛后誤以為詹故意假賭（其實是被杰陷害），于是愤怒的老楊立即派人把詹轟死。
最后阿杰擔心雞翼性命有危险，暂时把雞翼送离开香港避难，可惜阿杰刚送雞翼走之后亦難逃一死，立即就被槍手射杀。

## 角色
| 演員   | 角色     | 粵語配音 | 備註                                                                             |
| 劉德華 | 雞翼     | 黃志成   | 范叔的徒弟                                                                       |
| 王傑   | 仇杰     | 鄧榮銾   | 范叔的徒弟，亚洲第一快手，片末遭老楊部下槍擊，命喪其舊情人的車廂內               |
| 吴倩莲 | 妹釘     | 吳小藝   | 雞翼女友                                                                         |
| 陈法蓉 | 阿蓉     | 龍寶鈿   | 仇傑的旧情人                                                                     |
| 刘兆铭 | 范叔     | 黃子敬   | 被迫跳海自杀                                                                     |
| 王霄   | 詹永飛   | 梁政平   | 曾是范叔的徒弟，後背叛了范叔，十分懼怕仇傑，賽後被誤以為故意假賭，被老楊部下擊斃 |
| 黄秋生 | 炮哥     | 黄秋生   | 詹永飛的手下，被妹釘开车撞死                                                     |
| 陈卓欣 | 欣欣     |          | 阿杰的女儿                                                                       |
| 李兆基 | 阿基     | 盧雄     | 范叔的手下，被炮哥吊死                                                           |
| 楊群   | 老楊     | 陸頌愚   | 赌场老板                                                                         |
| 刘洵   | 山本太郎 | 陸頌愚   | 被詹永飛刺殺的日本赌徒                                                           |
| 黃一飛 |          | 黃志明   | 仇杰的表哥                                                                       |
| 吳浣儀 |          | 黃鳳英   | 仇杰的表嫂                                                                       |
| 黃新   |          | 金剛     | 賭局公証人                                                                       |
| 田豐   | 老鍾     |          |                                                                                  |
| 劉江   |          |          | 仇杰服務酒吧老闆                                                                 |

## 主创
- 出品人/监制：向华胜
- 制作人：郑建美 叶树邦
- 原创音乐：胡伟立
- 摄影：黄永恒
- 艺术指导：禤嘉珍
- 美术设计：袁澄洋
- 动作指导：程小东
- 副导演/助理导演：劳剑华

## 歌曲
| 曲別   | 歌名                           | 作詞         | 作曲          | 演唱   |
| ------ | ------------------------------ | ------------ | ------------- | ------ |
| 主题曲 | 《一起走过的日子》、《來生緣》 | 小美、劉德華 | 胡伟立        | 刘德华 |
| 插曲   | 《不死的梦》                   | 小美         | 胡伟立        | 刘德华 |
| 插曲   | 《心痛》(粵語/國語）           | 王傑         | 王傑          | 王杰   |
| 片尾曲 | 《冰冷长街》（粤語）           | 王傑         | Johann Ziller | 王傑   |
| 片尾曲 | 《忘记你不如忘记自己》（国語） | 張方露       | Johann Ziller | 王杰   |

《一起走过的日子》获得第11届香港电影金像奖最佳原创电影歌曲提名，并传唱整个华语地区。

## 相关电影
- 1989年电影《至尊無上》

## 外部連結
- 香港影庫上《至尊無上II之永霸天下》的資料（繁體中文）
- 開眼電影網上《至尊無上II之永霸天下》的資料（繁體中文）
- 豆瓣电影上《至尊無上II之永霸天下》的資料 （简体中文）
- 时光网上《至尊無上II之永霸天下》的資料（简体中文）
- AllMovie上《至尊無上II之永霸天下》的资料（英文）
- 爛番茄上《至尊無上II之永霸天下》的資料（英文）
- 互联网电影数据库（IMDb）上《至尊無上II之永霸天下》的资料（英文）